# Quercus gemelliflora
Quercus gemelliflora — вид рослин з родини букових (Fagaceae), поширений у Південно-Східній Азії.

## Опис
Дерево заввишки 30 метрів і більше; стовбур до 60 см у діаметрі. Кора сірувато-коричневого кольору, гладка або дрібно-тріщинна. Молоді гілочки запушені, стають голими. Листки тонкі, еліптичні або ланцетні або зворотно-еліптичні або зворотно-ланцетні, 7–20 × 3–6 см; верхівка гостра, загострена або хвостата; основа гостра або послаблена, часто асиметрична; край плоский, зубчастий у верхівковій половині; верх голий; низ ± голий; ніжка листка зверху плоска, 1–4 см. Чоловічі сережки багатоквіткові, 3–6 см завдовжки, волохаті. Жіноче суцвіття 2–7-квіткове. Жолуді найчастіше в парі, майже сидячі або на короткому плодоносі, конічні, у довжину 2–5 см, з тупою верхівкою та округлою основою; чашечка охоплює від 1/3 до 1/2 горіха, з 6–8 коричневими, зубчастими кільцями.

## Середовище проживання
Поширений на півострові Малайзія й на островах Борнео, Ява, Суматра. Росте на висотах від 600 до 2000 метрів. Населяє вологі змішані ліси.